# Glasco, New York
Glasco är en så kallad census-designated place i Ulster County i delstaten New York. Vid 2010 års folkräkning hade Glasco 2 099 invånare.